# أكيد
مرصد مصداقية الاعلام الأردني "أكيد"  هو مشروع ينفذه معهد الإعلام الأردني بدعم من برنامج التمكين الديمقراطي  التابع لصندوق الملك عبد الله الثاني للتنمية، وتأسس في العام 2014.

## ما هو أكيد؟
يعنى أكيد بالتحقق من مصداقية المحتوى الإعلامي، وهو أداة من أدوات مساءلة وسائل الإعلام الأردنية، ومتابعة مصداقية ما ينشر ويبث من مواد إخبارية، ونَشْر تقارير دورية حولها.

## أهداف أكيد؟
- الكشف عن الأخبار الكاذبة أو المضللة في الإعلام الأردني.
- الإسهام في دعم وحماية حق المجتمع في المعرفة.
- الإسهام في مساعدة وسائل الإعلام في تحسين جودة المحتوى والأداء الإعلاميين.
- الإسهام في نشر ثقافة المساءلة الإعلامية وسط وسائل الإعلام والصحافيين والمجتمع.